# Boson II. (La Marche)
Boson II. (auch Boso; † um 1005) war ein Graf von La Marche und Périgord aus dem Haus Périgord. Er war ein jüngerer Sohn von Boso I. dem Alten und der Emma von Périgord.
Boson unterstützte seinen älteren Bruder, Graf Aldebert I., im Jahr 996 bei dem Aufstand gegen Herzog Wilhelm V. von Aquitanien, der eigentlich ihr Lehnsherr war. Dieser ersuchte den französischen König Robert II. um Hilfe, der im Frühjahr 997 mit einem Heer in die Marche vordrang und Boson in der Burg von Bellac belagerte. Etwa zur selben Zeit war Aldebert im Kampf gefallen und Boson übernahm dessen Besitzungen. Es gelang ihm erfolgreich die Belagerung abzuwehren, worauf sich der König wieder in die Île-de-France zurückziehen musste. Dies stellte zugleich das letzte militärische Engagement eines französischen Königs im Raum südlich der Loire für die nächsten einhundert Jahre dar.
Allerdings eroberte der Herzog von Aquitanien noch im Jahr 997 mit der Unterstützung des Grafen von Angoulême die Burg von Rouchemeaux in der Nähe von Charroux, worauf Boson sich unterwarf. Er gründete eine geistliche Niederlassung in Moutier-d’Ahun und begab sich auf eine Pilgerreise nach Rom, die er vermutlich zur Loslösung einer Exkommunikation angetreten hat, die ihm aufgrund der Gottesfriedensordnung befallen haben mag, die 994 erstmals in Aquitanien eingeführt worden war. Im Jahr 998 kehrte er von seiner Reise zurück und fand Anschluss an das Gefolge des Herzogs, der seine Schwägerin Almodis von Limoges geheiratet hatte.
Allerdings begann er darauf von neuem eine Fehde gegen den Vizegrafen von Limoges, der eine Burg in der Nähe der Abtei von Brantôme gebaut hatte, die unter dem Schutz der Grafen von La Marche stand. Boson griff die Burg an, zerstörte sie und verwundete dabei den Vizegrafen Guido. Dessen Sohn, Vizegraf Adémar I., eroberte ihm Gegenzug die Burg von La Brosse und die Abtei von Le Sault. Im Bund mit dem Herzog von Aquitanien führte Boson einen Gegenangriff auf Le Sault und nahm dabei Vizegraf Adémar gefangen. Für seine Freiheit und den Frieden musste er in Zukunft den Besitz des Grafen von La Marche akzeptieren. Im Jahr 1000 wurde in Poitiers ein Konzil des aquitanischen Klerus einberufen, das die Wiederherstellung von Frieden und Gerechtigkeit im Land zum Ziel hatte.
Boson II. war verheiratet mit einer namentlich nicht bekannten Frau, von der er wohl um das Jahr 1005 vergiftet wurde. Sie hatten zwei Söhne:
- Elias II. († nach 1032/33), Graf von Périgord
- Boson III. († um 1044), Graf von Périgord

Beide Söhne waren beim Tod des Vaters noch unmündig, weshalb der Herzog von Aquitanien für sie die Regentschaft in Périgord übernahm. In der Marche wurde er hingegen von seinem Neffen Bernard I. beerbt.